# Jacques Moisant de Brieux
Pour les articles homonymes, voir Moisant et Brieux (homonymie).
Jacques Moisant de Brieux, né le 13 mai 1611 à Caen où il est mort le 20 mai 1674, est un poète et historien français.

## Biographie
Né d’une noble famille réformée, Jacques Moisant de Brieux a eu pour premier maître Antoine Halley au collège du Bois, avant de poursuivre ses études dans les meilleurs établissements réformés de son temps : à l’Académie de Sedan, il fait la connaissance du duc de Montausier qui devient son ami et sera son protecteur ; à l’Académie de Leyde, il suit pendant deux ans les leçons des professeurs Vossius et Heinsius, et suivra ensuite les cours des meilleurs professeurs en Angleterre dont il fréquente également les bibliothèques.
De retour en France, il devient avocat et occupe une charge de conseiller au Parlement de Metz. 
Obligé de résigner sa charge pour des raisons de santé, il rentre de suite dans sa ville natale qui lui manquait et où la culture des lettres lui fournit un dérivatif à ses afflictions ;  il soutient la culture parmi ses compatriotes en offrant son hôtel d'Escoville à un groupe de gens cultivés qui deviendra, en 1652, l’Académie des sciences, arts et belles-lettres de Caen, la première à voir le jour en France après l’Académie française, créée 18 ans auparavant.
Lié avec Chapelain, Bochart, Huet, il est l’auteur de poésies latines dont les critiques, y compris Bayle, ont parlé avec éloge. Il a également écrit quatre lettres en latin sur l’origine de l’Académie de Caen, Malherbe, les antiquités de Caen et les littérateurs caennais. 
En français, il a également fait œuvre, toujours avec succès, d’historien, de poète et de moraliste. Segrais a loué ses Méditations qui « ne sont pas seulement pour les calvinistes mais également pour nous, puisqu’il n’y a rien qui regarde les points de controverse:63. »
Il préfigure le « curieux » du XVIIIe siècle. 
Ses fréquents contacts avec des notables d’Amsterdam  et Londres spécialistes en citriculture peuvent expliquer la construction sur son domaine de La Luzerne, acquis en 1637, d’une petite « serre à orangers » ou orangerie à hautes ouvertures et dont la corniche est surmontée de cinq ornements en pierre sculptée, l’un d’outils de jardinage (pelle, arrosoir, sécateur), qui serait une des premières de France.
Il mourut quelques jours après s’être résigné à se faire tailler de la pierre dont il était affligé.

## Œuvres
- (la) Heliconis statvs hodiernvs sev De amore svmmo qvo mvsas proseqvitvr avgvstissima eademqve ervditissima Svecorvm Princeps, elegia…, Caen, Jean Cavelier, 1651.
- (la) Iacobi Mosanti Briosii Poemata. Cadomi [Caen] Apud Ioannem Cavelier …, 1663.
- (la) Mosanti Briosii Poematvm pars altera : accesserunt quaedam, ad illustrissimum Sanclarum Turgotium... & ad clarissimum Premontium Grandorgaeum, de Cadomensium rebus epistolae, Caen, Jean Cavelier, 1669.
- (la) Iacobi Mosanti Briosij Epistolae, Caen, Jean Cavelier, 1670.
- Recueil de pièces en prose et en vers, Caen, Jean Cavalier, 1671.
- Les Origines de quelques coutumes anciennes, et de plusieurs façons de parler triviales, avec un vieux manuscrit en vers, touchant L’origine des chevaliers bannerets, Caen, Jean Cavalier, 1672.
- Méditations morales et chrétiennes, Caen, Jean Cavalier, 1666.
- Les Divertissements de Moisant de Brieux, Caen, Jean Cavalier, 1673.
- Julien Travers (dir.), Œuvres choisies de Moisant de Brieux : précédées de l’Essai sur Moisant de Brieux, sa vie et ses oeuvres, couronné par l’Académie de Caen en 1871, par M. René Delorme, Caen, Le Blanc-Hardel, 1875, lxxxiv-iii-394, 1 vol. gr. in-8° (lire en ligne sur Gallica).